# Mihály szerb fejedelem
Mihály (szerbül: Михаило Обреновић; Kragujevac, 1823. szeptember 16. – Belgrád, 1868. június 10.) szerb fejedelem 1839-től 1842-ig, és 1860-tól haláláig. Felvilágosult uralkodóként tartják számon, aki megpróbált az Oszmán Birodalom ellen Balkán-szövetséget alakítani.
Miloš Obrenović második fiaként született, és 1839-ben, bátyja I. Milán halála után lépett a trónra, azonban már 1842-ben – egy felkelés miatt – száműzetésbe kényszerült. Sokat utazgatott ez idő alatt, majd édesapja 1858-as másodszori trónra léptekor hazatért Szerbiába. Miloš 1860-as halála után ismét ő lett Szerbia fejedelme, és 1867-ig fokozatosan megszabadította Szerbiát a török uralomtól. 1866-ban létrehozta a Balkán-szövetséget az Oszmán Birodalom ellen, ám az hamarosan összeomlott.
Belpolitikájában a jogrendszer megreformálása, a választási törvények megváltoztatása, és 1861-ben – orosz felszerelési segédlettel – reguláris hadsereg szervezése foglalta le idejét. 1862-ben állami jelzálogbankot alapított, majd 1864-ben létrehozta a Szerb Tudományos Társaságot. 1868-ban megszervezte az első szerb pénzrendszert a középkor óta, nemzeti színházat is alapított, de még abban az évben meggyilkolták.